# Allamanda thevetiifolia
Allamanda thevetiifolia är en oleanderväxtart som beskrevs av Müll. Arg.. Allamanda thevetiifolia ingår i släktet Allamanda och familjen oleanderväxter. Inga underarter finns listade i Catalogue of Life.